# Mangaroli, Afzalpur
Mangaroli là một làng thuộc tehsil Afzalpur, huyện Gulbarga, bang Karnataka, Ấn Độ.